# Намнек, Иван Иванович
Иван Иванович Намнек (Намниекс Иоанн Янович; 8 сентября 1881, усадьба «Тиркенос», Медзульская волость, Венденский уезд, Лифляндская губерния — 7 мая 1942, посёлок Санкино, Свердловская область) — протоиерей православного кафедрального собора Рождества Христова в Риге.

## Биография
Родился в крестьянской семье. Обвенчан с Валентиной Зариньш, дети: Николай, Лидия, Александра, Валентина.
Окончил Рижское духовное училищу (1899) и Рижскую духовную семинарию (1905). Псаломщик в храме святой равноапостольной Марии Магдалины в Сисегале (ныне Адеркаши), затем в Свято-Духовском храме в Якобштадте (1906).
Диакон (1908), преподаватель в Иллукстском женском духовном училище (1909).
Иерей в храме Иоанна Предтечи села Ляудон Венденского уезда Лифляндской губернии (1912).
В 1917—1918 годах член Поместного собора Православной российской церкви Собора по избранию как клирик от Рижской епархии, участвовал в 1–2-й сессиях, член VII, VIII, XII, XVII Отделов.
В 1920 году член Собора Латвийской Православной Церкви, сторонник её самостоятельности.
С 1924 года настоятель храма Рождества Пресвятой Богородицы в селе Карздаба Мадонского уезда Латвийской Республики, окормлял приходы в Марциене, Бучауске, Галгаусе, Лидери, Ливаны.
С 1938 года протоиерей, ключарь кафедрального собора Рождества Христова в Риге, священник Рижского гарнизона.
Награждён орденом Трех звезд 4-й степени.
в сентябре 1940 г. арестован
В сентябре 1940 года был арестован и принуждён согласиться на сотрудничество с НКВД, но после освобождения сообщил об этом митрополиту Августину (Петерсону).
16 июня 1941 года снова арестован для депортации на Урал и после неудачного побега этапирован в Молотовскую область, где был обвинён в «разглашении государственной тайны». На допросе показал, что «духовную присягу» духовнику ставит выше подписки органам НКВД.
Скончался в Северо-Уральском ИТЛ от туберкулёза.